# Boulder Junction, Wisconsin
Boulder Junction là một thị trấn thuộc quận Vilas, tiểu bang Wisconsin, Hoa Kỳ. Năm 2010, dân số của thị trấn này là 912 người.